# Ла-Уньон (Нариньо)
Ла-Уньон (исп. La Unión) — город и муниципалитет на юго-западе Колумбии, на территории департамента Нариньо. Входит в состав провинции Хуанамбу.

## История
Поселение, из которого позднее вырос город, было основано в 1847 году. Муниципалитет Ла-Уньон был выделен в отдельную административную единицу в 1945 году.

## Географическое положение

Муниципалитет Ла-Уньон

Город расположен в восточной части департамента, в горной местности Центральной Кордильеры, на расстоянии приблизительно 42 километров к северо-востоку от города Пасто, административного центра департамента. Абсолютная высота — 1721 метр над уровнем моря.
Муниципалитет Ла-Уньон граничит на востоке с территориями муниципалитетов Белен и Колон, на юго-востоке — с муниципалитетом Сан-Педро-де-Картаго, на юге — с муниципалитетом Арболеда, на западе — с муниципалитетом Сан-Лоренсо, на севере — с территорией департамента Каука. Площадь муниципалитета составляет 43,47 км².

## Население
По данным Национального административного департамента статистики Колумбии, совокупная численность населения города и муниципалитета в 2024 году составляла 33 456 человек.
Динамика численности населения муниципалитета по годам:
| 2005   | 2010   | 2015   | 2020   | 2021   | 2022   | 2023   | 2024   |
| ------ | ------ | ------ | ------ | ------ | ------ | ------ | ------ |
| 27 914 | 27 001 | 26 078 | 32 569 | 32 835 | 33 028 | 33 262 | 33 456 |

## Транспорт
Через город проходит национальное шоссе № 25 (исп. Ruta Nacional 25).